# Wing Chun (film)
Wing Chun (詠春T) è un film del 1994 diretto da Yuen Wo Ping e ispirato alla figura di Yim Wing Chun.

## Trama
Wing-chun è una giovane donna che vive in un villaggio montano con il padre, la zia e la sorella, e lavora come commessa nel negozio di tofu gestito dalla famiglia. Dieci anni prima, quando aveva 17 anni, un bandito volle costringerla a sposarsi con lui, ma grazie a una shifu Wing-chun si allenò intensamente diventando una talentuosa praticante di kung-fu; il rovescio della medaglia, però, vuole che la sua notevole abilità finisca per intimorire i suoi pretendenti, con grande dispiacere di suo padre. È l'unica persona tra tutti gli abitanti del villaggio che si oppone ai banditi locali, guidati da due malvagi fratelli soprannominati Flying Chimpanzee e Flying Monkey. Un giorno, al villaggio giunge una giovane e bella vedova di nome Charmy che, dopo essere stata salvata dai banditi, viene assunta da Wing-chun nel negozio di famiglia.
Nel frattempo Pok-to, amico d'infanzia di Wing-chun e da sempre innamorato di lei, torna in città dopo dieci anni di duro allenamento a Fujian per imparare il kung-fu e proteggerla dai banditi. A prima vista scambia Charmy per Wing-chun, e confonde Wing-chun (che ha l'abitudine di vestirsi con abiti maschili) per un suo "rivale". Wing-chun, che ha compreso il malinteso, tace a causa della preoccupazione che Pok-to possa rifiutarla poiché non si comporta in modo tipicamente femminile.
Durante uno scontro notturno con Flying Monkey, che vuole fare sua Charmy, Wing-chun lo colpisce all'inguine con una sfera di legno infuocato rendendolo permanentemente impotente, cosa che porta Flying Chimpanzee a decidere di vendicare suo fratello. Impressionato dalle capacità marziali della ragazza, Flying Chimpazee rapisce Charmy e la usa per attirare Wing-chun e Pok-to nella fortezza dei banditi sul Monte Tai. Durante un falò, ascoltando le parole di Wing-chung, Pok-to capisce di aver equivocato ed è felice di averla finalmente ritrovata. Arrivati alla fortezza, Wing-chun accetta di combattere contro Flying Chimpanzee a condizione che a lei, Pok-to e Charmy venga concesso di andarsene in sicurezza se riesce a estrarre con successo una qiang infilzata nel muro entro tre turni di combattimento: se fallisce, diventerà la sua donna.
Wing-chun vince, ma viene comunque ferita con la tecnica del "ventre di cotone" da Flying Chimpanzee, il quale le chiede una rivincita in tre giorni. Wing-chun decide di rivolgersi a Ng Mui, la shifu che le insegnò il suo particolare stile di kung-fu, ma lei le dice che la sua vita non è completa e le consiglia di sposarsi. Wing-chun capisce, vedendo Pok-to colpire una zanzariera per respingere gli insetti, che il pugno a un pollice è la chiave per sconfiggere il "ventre di cotone" di Flying Chimpanzee: usando questa nuova conoscenza, Wing-chun ritorna per combattere nuovamente Flying Chimpanzee, che sconfigge e sottomette alla propria superiorità. Senza più il problema dei banditi, che vengono convinti a smettere di rubare, Wing-chun e Pok-to si sposano in un matrimonio celebrato dall'intero villaggio.